# Galtströms bruksförsamling
Galtströms bruksförsamling var en bruksförsamling inom Svenska kyrkan vid Galtströms bruk i Härnösands stift i nuvarande Sundsvalls kommun. Församlingen uppgick 1868 i Njurunda församling.
Kyrka var Galtströms brukskyrka.

## Administrativ historik
Församlingen bildades 1680 genom en utbrytning ur Njurunda församling, dit den återgick 1868.

## Befolkningsutveckling
| Befolkningsutvecklingen i Galtströms bruksförsamling 1810–1850 | Befolkningsutvecklingen i Galtströms bruksförsamling 1810–1850 | Befolkningsutvecklingen i Galtströms bruksförsamling 1810–1850 | Befolkningsutvecklingen i Galtströms bruksförsamling 1810–1850 | Befolkningsutvecklingen i Galtströms bruksförsamling 1810–1850 |
| -------------------------------------------------------------- | -------------------------------------------------------------- | -------------------------------------------------------------- | -------------------------------------------------------------- | -------------------------------------------------------------- |
|                                                                |                                                                |                                                                |                                                                |                                                                |
| År                                                             |                                                                |                                                                | Folkmängd                                                      |                                                                |
| 1810                                                           | 1810                                                           |                                                                | 150                                                            |                                                                |
| 1820                                                           | 1820                                                           |                                                                | 128                                                            |                                                                |
| 1830                                                           | 1830                                                           |                                                                | 167                                                            |                                                                |
| 1840                                                           | 1840                                                           |                                                                | 220                                                            |                                                                |
| 1850                                                           | 1850                                                           |                                                                | 250                                                            |                                                                |
| Anm: Källor: Umeå universitet - Tabellverket 1749-1859.        |                                                                |                                                                |                                                                |                                                                |